# Stanislaus Cauer
Stanislaus Cauer, né le 18 octobre 1867 à Bad Kreuznach et mort le 8 mars 1943 à Königsberg, est un sculpteur allemand qui fut professeur à l'académie des arts de Königsberg.

## Biographie

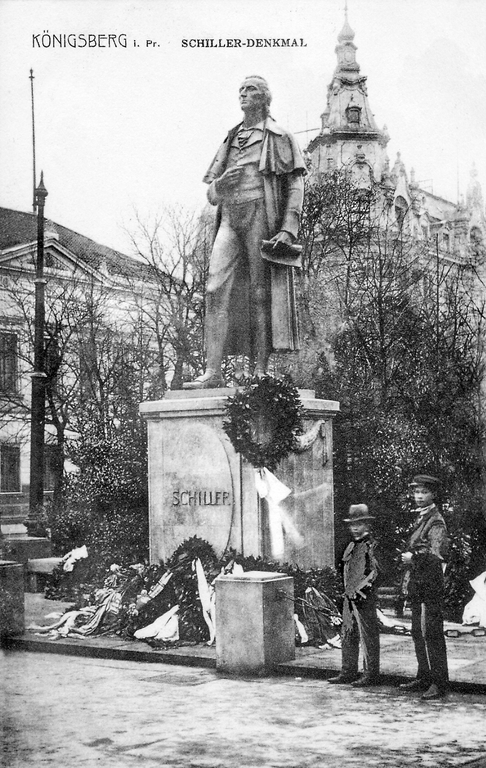
Statue de Schiller à Königsberg

Stanislas Cauer est le fils du sculpteur Robert Cauer l'Ancien (de) (1831-1893), dit l'Ancien, Son plus jeune frère Friedrich (1874-1944) sera aussi sculpteur. Il apprend à connaître de son père la statuaire classique et le goût romantique, ainsi que les œuvres de Tuaillon, Gaul, Volkmann (de), Kraus, etc. Il fait son apprentissage à l'âge de quinze ans dans l'atelier de son père à Rome, puis étudie en France et aux Pays-Bas. En 1897, il se marie à Rome.
Il s'installe à Berlin en 1907 et ensuite succède à Friedrich Reusch à l'académie des arts de Königsberg, en tant que professeur et directeur des classes de sculpture. Il y compte parmi ses élèves Otto Drengwitz (de), Christiane Gerstel-Naubereit, Hilde Leest (de), Paul Koralus (de), Fritz Szalinski (de), etc.
Cauer organise en 1925 une exposition de petite plastique à l'académie avec des œuvres entre autres de Käthe Kollwitz. Il part à l'automne 1931 pour long un voyage d'études à la Villa Romana de Florence et y crée de nombreux bustes, dont celui de l'archéologue Christian Hülsen.
Il retourne à Königsberg en 1941, pendant la guerre. Il y meurt en 1943 et il est enterré au cimetière de l'église de Juditten. Sa tombe a disparu.